# Boxe nos Jogos Olímpicos de Verão de 2008 - Qualificação

## Sumário de classificação
| CON                            | Masculino | Masculino | Masculino | Masculino | Masculino | Masculino | Masculino | Masculino | Masculino | Masculino | Masculino | Total |
| ------------------------------ | --------- | --------- | --------- | --------- | --------- | --------- | --------- | --------- | --------- | --------- | --------- | ----- |
| CON                            | -48kg     | -51kg     | -54kg     | -57kg     | -60kg     | -64kg     | -69kg     | -75kg     | -81kg     | -91kg     | +91kg     | Total |
| Argélia                        |           |           | X         | X         | X         |           | X         | X         | X         | X         | X         | 8     |
| Argentina                      |           |           |           |           |           |           |           | X         |           |           |           | 1     |
| Armênia                        | X         |           |           |           | X         | X         |           | X         |           |           |           | 4     |
| Austrália                      |           | X         | X         | X         | X         | X         | X         | X         |           | X         | X         | 9     |
| Azerbaijão                     |           | X         |           | X         |           |           |           |           |           |           |           | 2     |
| Bahamas                        |           |           |           |           |           |           | X         |           |           |           |           | 1     |
| Bielorrússia                   |           |           | X         |           |           |           | X         |           | X         | X         |           | 4     |
| Bahamas                        |           |           | X         | X         |           |           |           |           |           |           |           | 2     |
| Brasil                         | X         | X         |           | X         | X         | X         |           |           | X         |           |           | 6     |
| Bulgária                       |           |           |           |           |           | X         |           |           |           |           | X         | 2     |
| Camarões                       | X         |           |           |           |           | X         | X         |           |           |           |           | 3     |
| Canadá                         |           |           |           |           |           |           | X         |           |           |           |           | 1     |
| China                          | X         |           | X         | X         | X         | X         | X         | X         | X         | X         | X         | 10    |
| Colômbia                       |           |           | X         |           | X         |           |           |           | X         | X         | X         | 5     |
| Croácia                        |           |           |           |           |           |           |           |           | X         |           | X         | 2     |
| Cuba                           | X         | X         | X         | X         | X         | X         | X         | X         |           | X         | X         | 10    |
| República Dominicana           | X         | X         |           | X         |           | X         | X         | X         |           |           |           | 6     |
| República Democrática do Congo |           |           |           |           |           |           |           | X         |           |           |           | 1     |
| Equador                        | X         |           |           | X         |           |           |           | X         |           |           |           | 3     |
| Egito                          |           |           |           |           |           |           | X         | X         | X         |           |           | 3     |
| Etiópia                        |           | X         |           |           |           |           |           |           |           |           |           | 1     |
| França                         | X         | X         | X         | X         | X         | X         | X         | X         |           | X         |           | 9     |
| Gâmbia                         |           |           |           |           |           |           |           | X         |           |           |           | 1     |
| Geórgia                        |           |           |           | X         |           |           | X         |           |           |           |           | 2     |
| Alemanha                       |           |           | X         | X         |           |           | X         | X         |           |           |           | 4     |
| Gana                           | X         |           | X         | X         |           | X         |           | X         | X         |           |           | 6     |
| Reino Unido                    |           | X         | X         |           | X         | X         | X         | X         | X         |           | X         | 8     |
| Grécia                         |           |           |           |           |           |           |           | X         |           | X         |           | 2     |
| Granada                        |           |           |           |           |           |           | X         |           |           |           |           | 1     |
| Guatemala                      |           | X         |           |           |           |           |           |           |           |           |           | 1     |
| Haiti                          |           |           |           |           |           |           |           |           | X         |           |           | 1     |
| Hungria                        | X         | X         |           |           | X         | X         |           |           | X         |           |           | 5     |
| Índia                          |           | X         | X         | X         |           |           |           | X         | X         |           |           | 5     |
| Irão                           |           |           |           |           |           | X         |           |           | X         | X         |           | 3     |
| Irlanda                        | X         |           | X         |           |           | X         |           | X         | X         |           |           | 5     |
| Itália                         |           | X         | X         | X         | X         |           |           |           |           | X         | X         | 6     |
| Japão                          |           |           |           | X         |           | X         |           |           |           |           |           | 2     |
| Cazaquistão                    | X         | X         | X         | X         | X         | X         | X         | X         | X         |           | X         | 10    |
| Quênia                         | X         | X         |           | X         |           |           | X         |           | X         |           |           | 5     |
| Quirguistão                    |           |           |           |           | X         |           |           |           |           |           |           | 1     |
| Lituânia                       |           |           |           |           |           | X         |           |           | X         |           | X         | 3     |
| Madagáscar                     |           |           |           |           | X         |           |           |           |           |           |           | 1     |
| Ilhas Maurícias                |           |           | X         |           |           | X         |           |           |           |           |           | 2     |
| México                         |           |           | X         | X         | X         |           |           |           |           |           |           | 3     |
| Moldávia                       |           |           | X         |           |           |           | X         |           |           |           |           | 2     |
| Mongólia                       | X         |           | X         | X         |           | X         |           |           |           |           |           | 4     |
| Montenegro                     |           |           |           |           |           |           |           |           |           | X         |           | 1     |
| Marrocos                       | X         | X         | X         | X         | X         | X         | X         | X         |           | X         | X         | 10    |
| Namíbia                        | X         |           |           |           | X         |           | X         |           |           |           |           | 3     |
| Nigéria                        |           |           |           |           | X         |           |           |           | X         | X         | X         | 4     |
| Coreia do Norte                |           |           |           |           | X         |           |           |           |           |           |           | 1     |
| Papua-Nova Guiné               | X         |           |           |           |           |           |           |           |           |           |           | 1     |
| Filipinas                      | X         |           |           |           |           |           |           |           |           |           |           | 1     |
| Polónia                        | X         | X         |           |           |           |           |           |           |           |           |           | 2     |
| Porto Rico                     |           | X         | X         |           | X         | X         |           |           | X         |           |           | 5     |
| Roménia                        |           |           |           |           | X         | X         |           |           |           |           |           | 2     |
| Rússia                         | X         | X         | X         | X         | X         | X         | X         | X         | X         | X         | X         | 11    |
| Samoa                          |           |           |           |           |           |           |           |           | X         |           |           | 1     |
| África do Sul                  |           | X         |           |           |           |           |           |           |           |           |           | 1     |
| Coreia do Sul                  |           | X         | X         |           | X         |           | X         | X         |           |           |           | 5     |
| Espanha                        | X         |           |           |           |           |           |           |           |           |           |           | 1     |
| Sri Lanka                      |           | X         |           |           |           |           |           |           |           |           |           | 1     |
| Essuatíni                      | X         |           |           |           |           |           |           |           |           |           |           | 1     |
| Suécia                         |           |           |           |           |           |           |           | X         | X         |           |           | 2     |
| Tajiquistão                    | X         | X         |           |           |           |           |           |           | X         |           |           | 3     |
| Tanzânia                       |           |           | X         |           |           |           |           |           |           |           |           | 1     |
| Tailândia                      | X         | X         | X         | X         | X         | X         | X         | X         |           |           |           | 8     |
| Tunísia                        |           | X         |           | X         | X         | X         |           |           | X         |           |           | 5     |
| Turquia                        |           | X         |           | X         | X         |           | X         |           |           |           |           | 4     |
| Turquemenistão                 |           |           |           |           |           |           | X         |           |           |           |           | 1     |
| Uganda                         | X         |           |           |           |           |           |           |           |           |           |           | 1     |
| Ucrânia                        | X         |           |           | X         | X         |           | X         | X         | X         | X         | X         | 8     |
| Estados Unidos                 | X         | X         | X         | X         | X         | X         | X         | X         |           | X         |           | 9     |
| Ilhas Virgens Americanas       |           |           |           |           |           |           | X         |           | X         |           |           | 2     |
| Uzbequistão                    | X         | X         | X         | X         |           |           | X         | X         | X         |           |           | 7     |
| Venezuela                      | X         |           | X         |           |           | X         |           | X         | X         |           | X         | 6     |
| Zâmbia                         |           | X         |           |           |           | X         |           |           |           |           |           | 2     |
| Total: 77 CONs                 | 29        | 28        | 28        | 28        | 28        | 28        | 29        | 28        | 28        | 16        | 16        | 286   |

## Torneios classificatórios
| Evento                | Evento                  | Data                   | Local                |
| --------------------- | ----------------------- | ---------------------- | -------------------- |
| Campeonato do Mundo   | Campeonato do Mundo     | 23 Out - 3 Nov de 2007 | Chicago              |
| África                | 1ª Fase de Qualificação | 23-31 Jan de 2008      | Argel                |
| África                | 2ª Fase de Qualificação | 24-29 Mar de 2008      | Windhoek             |
| Ásia                  | 1ª Fase de Qualificação | 25 Jan- 2 Fev de 2008  | Bangkok              |
| Ásia                  | 2ª Fase de Qualificação | 17-23 Mar de 2008      | Astana               |
| América               | 1ª Fase de Qualificação | 12-18 Mar de 2008      | Port of Spain        |
| América               | 2ª Fase de Qualificação | 25-30 Abr de 2008      | Guatemala City       |
| Europa                | 1ª Fase de Qualificação | 25 Fev - 1 Mar de 2008 | Roseto degli Abruzzi |
| Europa                | 2ª Fase de Qualificação | 7-12 Abr de 2008       | Atenas               |
| Campeonato da Oceania | Campeonato da Oceania   | 21-25 Abr de 2008      | Apia                 |

## Peso mosca-ligeiro (-48kg)
| Evento                           | Evento                           | Vagas | Qualificados                                                        |
| -------------------------------- | -------------------------------- | ----- | ------------------------------------------------------------------- |
| África                           | Campeonato do Mundo              | 0     |                                                                     |
| África                           | 1ª Fase de Qualificação          | 3     | Jafet Uutoni Suleiman Bilali Manyo Plange                           |
| África                           | 2ª Fase de Qualificação          | 3     | Thomas Essomba Redouane Bouchtouk Ronald Serugo                     |
| Ásia                             | Campeonato do Mundo              | 3     | Zou Shiming Harry Tanamor Amnat Ruanroeng                           |
| Ásia                             | 1ª Fase de Qualificação          | 2     | Birzhan Zhakypov Rafikjon Sultonov                                  |
| Ásia                             | 2ª Fase de Qualificação          | 2     | Sherali Dostiev Purevdori Serdamba                                  |
| América                          | Campeonato do Mundo              | 1     | Luis Yanez                                                          |
| América                          | 1ª Fase de Qualificação          | 2     | Jose Luis Meza Eduard Bermudez                                      |
| América                          | 2ª Fase de Qualificação          | 3     | Paulo Carvalho Winston Mendez Yampier Hernandez                     |
| Europa                           | Campeonato do Mundo              | 4     | Nordine Oubaali Hovhannes Danielyan Georgiy Chygayev Patrick Barnes |
| Europa                           | 1ª Fase de Qualificação          | 2     | David Ayrapetyan Lukasz Maszczyk                                    |
| Europa                           | 2ª Fase de Qualificação          | 2     | Pál Bedák Kelvin de la Nieve                                        |
| Oceania                          | Campeonato do Mundo              | 0     |                                                                     |
| Oceania                          | Campeonato da Oceania            | 1     | Jack Willie                                                         |
| Tripartite Commission Invitation | Tripartite Commission Invitation | 1     | Simanga Shiba                                                       |
| TOTAL                            | TOTAL                            | 29    |                                                                     |

## Peso mosca (-51kg)
| Evento  | Evento                  | Vagas | Qualificados                                                  |
| ------- | ----------------------- | ----- | ------------------------------------------------------------- |
| África  | Campeonato do Mundo     | 0     |                                                               |
| África  | 1ª Fase de Qualificação | 3     | Walid Cherif Abdelillah Nhaila Molla Getachew                 |
| África  | 2ª Fase de Qualificação | 3     | Cassius Chiyanika Bernard Ngumba Jackson Chauke               |
| Ásia    | Campeonato do Mundo     | 2     | Somjit Jongjohor Anurudha Rathnayake                          |
| Ásia    | 1ª Fase de Qualificação | 2     | Anvar Yunusov Lee Ok-Sung                                     |
| Ásia    | 2ª Fase de Qualificação | 3     | Mirat Sarsembayev Tulashboy Doniyorov Jitender Kumar          |
| América | Campeonato do Mundo     | 2     | Raushee Warren McWilliams Arroyo                              |
| América | 1ª Fase de Qualificação | 2     | Juan Carlos Payano Andry Laffita                              |
| América | 2ª Fase de Qualificação | 2     | Eddie Valenzuela Robenilson Vieria                            |
| Europa  | Campeonato do Mundo     | 4     | Vincenzo Picardi Samir Mammadov Rafal Kaczor Georgy Balakshin |
| Europa  | 1ª Fase de Qualificação | 2     | Norbert Kalucza Khalid Saeed Yafai                            |
| Europa  | 2ª Fase de Qualificação | 2     | Furkan Ulaş Memiş Jérôme Thomas                               |
| Oceania | Campeonato do Mundo     | 0     |                                                               |
| Oceania | Campeonato da Oceania   | 1     | Stephen Sutherland                                            |
| TOTAL   | TOTAL                   | 28    |                                                               |

## Peso galo (-54kg)
| Evento  | Evento                  | Vagas | Qualificados                                               |
| ------- | ----------------------- | ----- | ---------------------------------------------------------- |
| África  | Campeonato do Mundo     | 0     |                                                            |
| África  | 1ª Fase de Qualificação | 3     | Abdelhalim Ouradi Hicham Mesbahi Khumiso Ikgopoleng        |
| África  | 2ª Fase de Qualificação | 3     | Issah Samir Bruno Julie Emilian Polino                     |
| Ásia    | Campeonato do Mundo     | 2     | Enkhbat Badar-Uugan Gu Yu                                  |
| Ásia    | 1ª Fase de Qualificação | 2     | Akhil Kumar Worapoj Petchkoom                              |
| Ásia    | 2ª Fase de Qualificação | 3     | Kanat Abutalipov Khurshid Tadjibayev Han Soon-Chul         |
| América | Campeonato do Mundo     | 4     | McJoe Arroyo Jonatan Romero Gary Russell Héctor Manzanilla |
| América | 1ª Fase de Qualificação | 2     | Yankiel Leon Oscar Valdez                                  |
| América | 2ª Fase de Qualificação | 0     |                                                            |
| Europa  | Campeonato do Mundo     | 2     | Sergey Vodopyanov Joseph Murray                            |
| Europa  | 1ª Fase de Qualificação | 3     | John Joe Nevin Veaceslav Gojan Rustamhodza Rahimov         |
| Europa  | 2ª Fase de Qualificação | 3     | Ali Hallab Khavazhi Khatsigov Vittorio Parrinello          |
| Oceania | Campeonato do Mundo     | 0     |                                                            |
| Oceania | Campeonato da Oceania   | 1     | Luke Boyd                                                  |
| TOTAL   | TOTAL                   | 28    |                                                            |

## Peso pena (-57kg)
| Evento  | Evento                  | Vagas | Qualificados                                      |
| ------- | ----------------------- | ----- | ------------------------------------------------- |
| África  | Campeonato do Mundo     | 0     |                                                   |
| África  | 1ª Fase de Qualificação | 3     | Mahdi Ouatine Abdelkader Chadi Alaa Shili         |
| África  | 2ª Fase de Qualificação | 3     | Nick Okoth Thato Batshegi Prince Dzanie           |
| Ásia    | Campeonato do Mundo     | 3     | Li Yang Sailom Adi Anthresh Lalit Lakra           |
| Ásia    | 1ª Fase de Qualificação | 2     | Bahodirjon Sultonov Satoshi Shimizu               |
| Ásia    | 2ª Fase de Qualificação | 2     | Galib Jafarov Zorigbaatar Enkhzorig               |
| América | Campeonato do Mundo     | 2     | Raynell Williams Arturo Santos Reyes              |
| América | 1ª Fase de Qualificação | 2     | Idel Torriente Luis Enrique Porozo                |
| América | 2ª Fase de Qualificação | 2     | Robson Conceiçao Roberto Navarro                  |
| Europa  | Campeonato do Mundo     | 3     | Albert Selimov Vasyl Lomachenko Yakup Kilic       |
| Europa  | 1ª Fase de Qualificação | 3     | Khedafi Djelkhir Shahin Imranov Wilhelm Gratschow |
| Europa  | 2ª Fase de Qualificação | 2     | Alessio di Savino Nikoloz Izoria                  |
| Oceania | Campeonato do Mundo     | 0     |                                                   |
| Oceania | Campeonato da Oceania   | 1     | Paul Fleming                                      |
| TOTAL   | TOTAL                   | 28    |                                                   |

## Peso leve (-60kg)
| Evento  | Evento                  | Vagas | Qualificados                                                                    |
| ------- | ----------------------- | ----- | ------------------------------------------------------------------------------- |
| África  | Campeonato do Mundo     | 0     |                                                                                 |
| África  | 1ª Fase de Qualificação | 3     | Saifeddine Nejmaoui Hamza Kramou Tahar Tamsamani                                |
| África  | 2ª Fase de Qualificação | 3     | Jean de Dieu Soloniaina Rasheed Lawal Julius Indongo                            |
| Ásia    | Campeonato do Mundo     | 2     | Kim Song Guk Pichai Sayotha                                                     |
| Ásia    | 1ª Fase de Qualificação | 2     | Hu Qing Baik Jong-Sub                                                           |
| Ásia    | 2ª Fase de Qualificação | 2     | Merey Akshalov Asylbek Talasbayev                                               |
| América | Campeonato do Mundo     | 1     | Darley Perez                                                                    |
| América | 1ª Fase de Qualificação | 2     | Yordenis Ugas Sadam Ali                                                         |
| América | 2ª Fase de Qualificação | 3     | Jose Pedraza Everton Lopes Francisco Vargas                                     |
| Europa  | Campeonato do Mundo     | 5     | Frankie Gavin Domenico Valentino Alexey Tishchenko Onur Sipal Hrachik Javakhyan |
| Europa  | 1ª Fase de Qualificação | 2     | Olexandr Klyuchko Miklos Varga                                                  |
| Europa  | 2ª Fase de Qualificação | 2     | Daouda Sow Georgian Popescu                                                     |
| Oceania | Campeonato do Mundo     | 0     |                                                                                 |
| Oceania | Campeonato da Oceania   | 1     | Anthony Little                                                                  |
| TOTAL   | TOTAL                   | 28    |                                                                                 |

## Peso meio-médio-ligeiro (-64kg)
| Evento  | Evento                  | Vagas | Qualificados                                                                        |
| ------- | ----------------------- | ----- | ----------------------------------------------------------------------------------- |
| África  | Campeonato do Mundo     | 0     |                                                                                     |
| África  | 1ª Fase de Qualificação | 3     | Driss Moussaid Hamza Hassini Hastings Bwalya                                        |
| África  | 2ª Fase de Qualificação | 3     | Richarno Colin Samuel Kotey Neequaye Smaila Mahaman                                 |
| Ásia    | Campeonato do Mundo     | 3     | Serik Sapiyev Masatsugu Kawachi Morteza Sepahvand                                   |
| Ásia    | 1ª Fase de Qualificação | 2     | Manus Boonjumnong Maimaitituersun Qiong                                             |
| Ásia    | 2ª Fase de Qualificação | 1     | Uranchimeg Munkh-Erdene                                                             |
| América | Campeonato do Mundo     | 0     |                                                                                     |
| América | 1ª Fase de Qualificação | 3     | Rosniel Iglesias Jhonny Sanchez Javier Molina                                       |
| América | 2ª Fase de Qualificação | 3     | Jonathan Gonzalez Manuel Félix Díaz Myke Carvalho                                   |
| Europa  | Campeonato do Mundo     | 5     | Gennady Kovalev Bradley Saunders Eduard Hambardzumyan Alexis Vastine Boris Georgiev |
| Europa  | 1ª Fase de Qualificação | 2     | Gyula Kate Ionut Gheorghe                                                           |
| Europa  | 2ª Fase de Qualificação | 2     | John Joe Joyce Egidijus Kavaliauskas                                                |
| Oceania | Campeonato do Mundo     | 0     |                                                                                     |
| Oceania | Campeonato da Oceania   | 1     | Todd Kidd                                                                           |
| TOTAL   | TOTAL                   | 28    |                                                                                     |

## Peso meio-médio (-69kg)
| Evento                           | Evento                           | Vagas | Qualificados                                              |
| -------------------------------- | -------------------------------- | ----- | --------------------------------------------------------- |
| África                           | Campeonato do Mundo              | 0     |                                                           |
| África                           | 1ª Fase de Qualificação          | 3     | Hosam Bakr Abdin Joseph Mulema Choayeb Oussassi           |
| África                           | 2ª Fase de Qualificação          | 3     | Mujandjae Kasuto Nickson Abaka Mehdi Khalsi               |
| Ásia                             | Campeonato do Mundo              | 3     | Non Boonjumnong Hanati Silamu Bakhyt Sarsekbayev          |
| Ásia                             | 1ª Fase de Qualificação          | 2     | Kim Jung-Joo Dilshod Mahmudov                             |
| Ásia                             | 2ª Fase de Qualificação          | 1     | Aliasker Bashirov                                         |
| América                          | Campeonato do Mundo              | 2     | Demetrius Andrade Adam Trupish                            |
| América                          | 1ª Fase de Qualificação          | 2     | Carlos Banteaux John Jackson                              |
| América                          | 2ª Fase de Qualificação          | 2     | Gilber Lenin Castillo Tureano Johnson                     |
| Europa                           | Campeonato do Mundo              | 3     | Adem Kilicci Vitalie Grusac Jack Culcay-Keth              |
| Europa                           | 1ª Fase de Qualificação          | 3     | Mahamed Nurudzinau Oleksandr Stretskyy Billy Joe Saunders |
| Europa                           | 2ª Fase de Qualificação          | 3     | Jaouad Chiguer Kakhaber Zhvania Andrey Balanov            |
| Oceania                          | Campeonato do Mundo              | 0     |                                                           |
| Oceania                          | Campeonato da Oceania            | 1     | Gerard O'Mahony                                           |
| Tripartite Commission Invitation | Tripartite Commission Invitation | 1     | Rolande Moses                                             |
| TOTAL                            | TOTAL                            | 29    |                                                           |

## Peso médio (-75kg)
| Evento  | Evento                  | Vagas | Qualificados                                          |
| ------- | ----------------------- | ----- | ----------------------------------------------------- |
| África  | Campeonato do Mundo     | 1     | Said Rachidi                                          |
| África  | 1ª Fase de Qualificação | 3     | Mohamed Hikal Ahmed Saraku Nabil Kassel               |
| África  | 2ª Fase de Qualificação | 2     | Badou Jack Herry Saliku Biembe                        |
| Ásia    | Campeonato do Mundo     | 2     | Bakhtiyar Artayev Wang Jianzheng                      |
| Ásia    | 1ª Fase de Qualificação | 2     | Angkhan Chomphuphuang Elshod Rasulov                  |
| Ásia    | 2ª Fase de Qualificação | 2     | Vijender Vijender Cho Deok-Jin                        |
| América | Campeonato do Mundo     | 2     | Alfonso Blanco Argenis Nunez                          |
| América | 1ª Fase de Qualificação | 2     | Emilio Correa Carlos Góngora                          |
| América | 2ª Fase de Qualificação | 2     | Shawn Estrada Ezequiel Maderna                        |
| Europa  | Campeonato do Mundo     | 3     | Matvey Korobov Sergiy Derevyanchenko Konstantin Buga  |
| Europa  | 1ª Fase de Qualificação | 3     | Naim Terbunja James DeGale Andranik Hakobyan          |
| Europa  | 2ª Fase de Qualificação | 3     | Darren Sutherland Jean-Mickaël Raymond Georgios Gazis |
| Oceania | Campeonato do Mundo     | 0     |                                                       |
| Oceania | Campeonato da Oceania   | 1     | Jarrod Fletcher                                       |
| TOTAL   | TOTAL                   | 28    |                                                       |

## Peso meio-pesado (-81kg)
| Evento  | Evento                  | Vagas | Qualificados                                                                 |
| ------- | ----------------------- | ----- | ---------------------------------------------------------------------------- |
| África  | Campeonato do Mundo     | 1     | Ramadan Yasser                                                               |
| África  | 1ª Fase de Qualificação | 2     | Abdelhafid Benchebla Mourad Sahraoui                                         |
| África  | 2ª Fase de Qualificação | 3     | Bastir Samir Aziz Ali Dauda Izobo                                            |
| Ásia    | Campeonato do Mundo     | 2     | Abbos Atoev Yerkebuian Shynaliyev                                            |
| Ásia    | 1ª Fase de Qualificação | 2     | Djakhon Kurbanov Zhang Xiaoping                                              |
| Ásia    | 2ª Fase de Qualificação | 2     | Mehdi Ghorbani Dinesh Kumar                                                  |
| América | Campeonato do Mundo     | 0     |                                                                              |
| América | 1ª Fase de Qualificação | 3     | Carlos Negron Luis Gonzalez Washington Silva                                 |
| América | 2ª Fase de Qualificação | 3     | Eleider Alvarez Julius Jackson Azea Austinama                                |
| Europa  | Campeonato do Mundo     | 5     | Artur Beterbiev Daugirdas Semiotas Imre Szellő Marijo Sivolija Tony Jeffries |
| Europa  | 1ª Fase de Qualificação | 2     | Ismayl Sillakh Ramazan Magamedau                                             |
| Europa  | 2ª Fase de Qualificação | 2     | Kenneth Egan Kennedy Katende                                                 |
| Oceania | Campeonato do Mundo     | 0     |                                                                              |
| Oceania | Campeonato da Oceania   | 1     | Satupaitea Farani Tavui                                                      |
| TOTAL   | TOTAL                   | 28    |                                                                              |

## Peso pesado (-91kg)
| Evento  | Evento                  | Vagas | Qualificados                                 |
| ------- | ----------------------- | ----- | -------------------------------------------- |
| África  | Campeonato do Mundo     | 0     |                                              |
| África  | 1ª Fase de Qualificação | 2     | Abdelaziz Toulbini Mohamed Arjaoui           |
| África  | 2ª Fase de Qualificação | 1     | Olanrewaju Durodola                          |
| Ásia    | Campeonato do Mundo     | 1     | Yushan Nijiati                               |
| Ásia    | 1ª Fase de Qualificação | 1     | Ali Mazaheri                                 |
| Ásia    | 2ª Fase de Qualificação | 0     |                                              |
| América | Campeonato do Mundo     | 0     |                                              |
| América | 1ª Fase de Qualificação | 2     | Osmay Acosta Deontay Wilder                  |
| América | 2ª Fase de Qualificação | 1     | Deivi Julio Blanco                           |
| Europa  | Campeonato do Mundo     | 3     | Clemente Russo Rakhim Chakhkeiv John M'Bumba |
| Europa  | 1ª Fase de Qualificação | 2     | Viktar Zuyeu Oleksandr Usyk‎                  |
| Europa  | 2ª Fase de Qualificação | 2     | Milorad Gajovic Elias Pavlidis               |
| Oceania | Campeonato do Mundo     | 0     |                                              |
| Oceania | Campeonato da Oceania   | 1     | Bradley Pitt                                 |
| TOTAL   | TOTAL                   | 16    |                                              |

## Peso super-pesado (+91kg)
| Evento  | Evento                  | Vagas | Qualificados                                          |
| ------- | ----------------------- | ----- | ----------------------------------------------------- |
| África  | Campeonato do Mundo     | 0     |                                                       |
| África  | 1ª Fase de Qualificação | 1     | Newfel Ouatah                                         |
| África  | 2ª Fase de Qualificação | 2     | Mohamed Amanissi Onorede Ehwareme                     |
| Ásia    | Campeonato do Mundo     | 1     | Zhang Zhilei                                          |
| Ásia    | 1ª Fase de Qualificação | 0     |                                                       |
| Ásia    | 2ª Fase de Qualificação | 1     | Ruslan Myrsatayev                                     |
| América | Campeonato do Mundo     | 0     |                                                       |
| América | 1ª Fase de Qualificação | 1     | Robert Alfonso                                        |
| América | 2ª Fase de Qualificação | 2     | Jose Payares Oscar Rivas                              |
| Europa  | Campeonato do Mundo     | 3     | Roberto Cammarelle Vyacheslav Glazkov Islam Timurziev |
| Europa  | 1ª Fase de Qualificação | 2     | Kubrat Pulev Marko Tomasovic                          |
| Europa  | 2ª Fase de Qualificação | 2     | Jaroslav Jaksto David Price                           |
| Oceania | Campeonato do Mundo     | 0     |                                                       |
| Oceania | Campeonato da Oceania   | 1     | Daniel Beahan                                         |
| TOTAL   | TOTAL                   | 16    |                                                       |